# Fickle Pickle
Fickle Pickle war eine britische Rockband aus London, die Anfang der 1970er Jahre aktiv war. Ihren größten Erfolg feierte die Band in den Niederlanden, wo sie zwei Singles in den Top 40 platzieren konnte.

## Bandgeschichte
Fickle Pickle bestand aus ehemaligen Mitgliedern der Bands The Smoke (Cliff Wade, Geoff Gill), Orange Bicycle (Wil Malone) und Red Dirt (Steve Howden), die auch als Toningenieure und Produzenten im Umfeld der Nord-Londoner Morgan Studios tätig waren. Der 2006 verstorbene Danny Beckerman half zeitweilig als Musiker und Songwriter in der Band aus. 
Im August 1970 veröffentlichte Fickle Pickle eine Coverversion von Paul McCartneys Song Maybe I’m Amazed (der im April 1970 auf dessen Debütalbum erschienen war) als Single in Großbritannien und den USA. Auch in den Niederlanden kam die 7-Zoll-Schallplatte – mit dem Song Sitting on a Goldmine auf der B-Seite – auf den Markt; dort stieg sie im Frühjahr 1971 auf Platz 36 in die Top 40 ein. Im Herbst 1971 konnte sich auch die von Gill und Beckerman geschriebene Single California Calling in den niederländischen Top 40 platzieren, sie erreichte Platz 26. Aufgrund des Erfolges in den Niederlanden veröffentlichte die Band dort (und nur dort) 1972 ein Album, Sinful Skinful. Unter den Songs, die sie als weitere Singles veröffentlichte, waren Coverversionen von Don McLeans American Pie und Paul Williams’ Just an Old Fashioned Love Song (bekannt geworden durch die Hitversion von Three Dog Night). Weitere Charterfolge blieben Fickle Pickle jedoch versagt.

## Mitglieder
- Geoff Gill (Schlagzeug, Gesang)
- Steve Howden (Gesang, Gitarre, Bass)
- Wil Malone (Klavier, Orgel, Gesang)
- Cliff Wade (Gitarre, Bass, Klavier, Orgel, Schlagzeug, Gesang)

## Diskografie
Alben
- Sinful Skinful

Singles
- Millionaire / Sam and Sadie (UK 1971)
- Maybe I’m Amazed / Sitting on a Goldmine (1970)
- Let Me Tell You / Down Smokey Lane (NL 1971)
- California Calling / Blown-A-Way (NL 1971; US 1972)
- California Calling / Doctor Octopus (UK 1972)
- Just an Old Fashioned Love Song / Ask the People (NL 1972)
- The Letter / Here and Now (NL 1972)
- American Pie / Blown Away (UK 1972)